# Kanton Lezoux
Der Kanton Lezoux ist seit 1790 ein französischer Wahlkreis im Arrondissement Thiers im Département Puy-de-Dôme und in der Region Auvergne-Rhône-Alpes; sein Hauptort ist Lezoux. 

## Gemeinden
Der Kanton besteht aus 14 Gemeinden mit insgesamt 12.695 Einwohnern (Stand: 2022) auf einer Gesamtfläche von 205,43 km²:
| Gemeinde           | Einwohner 1. Januar 2022 | Fläche km² | Dichte Einw./km² | Code INSEE | Postleitzahl |
| ------------------ | ------------------------ | ---------- | ---------------- | ---------- | ------------ |
| Bort-l’Étang       | 724                      | 15,40      | 47               | 63045      | 63190        |
| Bulhon             | 588                      | 12,47      | 47               | 63058      | 63350        |
| Crevant-Laveine    | 964                      | 19,76      | 49               | 63128      | 63350        |
| Culhat             | 1.149                    | 18,74      | 61               | 63131      | 63350        |
| Joze               | 1.171                    | 19,35      | 61               | 63180      | 63350        |
| Lempty             | 405                      | 4,76       | 85               | 63194      | 63190        |
| Lezoux             | 6.468                    | 34,69      | 186              | 63195      | 63190        |
| Moissat            | 1.256                    | 13,00      | 97               | 63229      | 63190        |
| Orléat             | 2.236                    | 26,43      | 85               | 63265      | 63190        |
| Peschadoires       | 2.103                    | 20,67      | 102              | 63276      | 63920        |
| Ravel              | 767                      | 10,03      | 76               | 63296      | 63190        |
| Saint-Jean-d’Heurs | 698                      | 11,13      | 63               | 63364      | 63190        |
| Seychalles         | 787                      | 9,21       | 85               | 63420      | 63190        |
| Vinzelles          | 371                      | 13,46      | 28               | 63461      | 63350        |
| Kanton Lezoux      | 19.687                   | 229,10     | 86               | 6319       | –            |

Bis zur Neuordnung bestand der Kanton aus den zwölf Gemeinden: Bulhon, Charnat, Crevant-Laveine, Culhat, Lempty, Lezoux, Néronde-sur-Dore, Orléat, Peschadoires, Saint-Jean-d’Heurs, Seychalles und Vinzelles.

## Bevölkerungsentwicklung
| Jahr                       | 1962  | 1968  | 1975   | 1982   | 1990   | 1999   | 2006   | 2011   |
| Einwohner                  | 8.577 | 9.511 | 10.613 | 11.426 | 12.339 | 12.781 | 14.055 | 14.865 |
| Quellen: Cassini und INSEE |       |       |        |        |        |        |        |        |